# 上海科学技術館

上海科学技術館広場周辺の風景

上海科学技術館（シャンハイ-かがくぎじゅつかん、簡体字中国語: 上海科技馆、拼音: Shànghăi Kèjìguăn）は中華人民共和国上海市浦東新区花木行政文化中心区世紀大道2000号に位置する科学教育の展覧館である。占地面積は6.8万平方メートル。建築面積は9.8万平方メートル。総投資額は15億人民元。
開館は火曜日から日曜日の午前9時から午後5時。月曜日は休館。
RTKL国際有限会社と上海建築設計院の共同で設計。2001年10月21日にAPECの第9回非公式首脳会合が行われたのち、2001年12月18日に正式に営業を開始。
地下鉄2号線上海科技館駅と直結し、周辺は世紀公園と一体化した都市公園となっている。

## 施設
- 生物万象：生物学
- 地殼探密（地殻の秘密を探る）：地殻学
- 視聴楽園：映像技術
- 設計師揺籃（設計士の揺りかご）：設計とアイディアについて
- 児童科技園：児童むけの科学体験
- 智慧之光（知恵の光）：基礎的な現象や法則について解説
- 地球家園：地球と人の共存を扱う
- 信息時代：情報技術
- 機器人世界：人工知能、ロボット研究
- 人与健康（人と健康）：人体について
- 宇航天地：宇宙について

放映場が4個所設置されており年80回放映されている。
- IMAX立体巨幕影院
- 球幕影院
- 四維影院
- 太空影院

## 参照
- 上海天文館（中国語版）
- 上海自然博物館
- 世紀公園 (上海)（中国語版、英語版）
- 世紀広場 (浦東新区)（中国語版）